# Gamma Corvi
Désignations
Gamma Corvi (γ Crv / γ Corvi), également nommée Gienah, est l'étoile la plus brillante de la constellation du Corbeau. Sa magnitude apparente est de 2,59. D'après la mesure de sa parallaxe annuelle par le satellite Hipparcos, elle est située à environ ∼ 154 a.l. (∼ 47,2 pc) de la Terre.

## Propriétés
Gamma Corvi est une géante bleue de type spectral B8IIIpHgMn. La notation « pHgMn » indique qu'il s'agit d'une étoile chimiquement particulière qui présente des surabondance inhabituelles en mercure et en manganèse dans son spectre. D'autres éléments montrent également des surabondances ou sous-abondances importantes. Ces particularités qui surviennent dans une atmosphère stellaire autrement stable sont vraisemblablement causées par la séparation d'éléments à travers des phénomènes de diffusion et de décantation gravitationnelle. L'étoile est estimée être 4,2 fois plus massive que le Soleil et elle est âgée d'environ 160 millions d'années.
Gamma Corvi possède un compagnon confirmé qui fait environ 80 % la masse solaire. Il pourrait orbiter à une distance d'environ 50 ua et selon une période de 158 ans. La photométrie de cette étoile, désignée Gamma Corvi B, suggère une classification dans l'intervalle K5–M5 V.

## Nomenclature
γ Corvi, latinisé en Gamma Corvi, est la désignation de Bayer de l'étoile. Elle porte également la désignation de Flamsteed de 4 Corvi.
Son nom traditionnel est Gienah, qu'elle partage avec Epsilon Cygni. Le nom de Gienah Corvi (voire Gienah Ghurab) est parfois utilisé pour la distinguer de Gienah du Cygne. Gienah a été formellement adopté par l'Union astronomique internationale le 6 novembre 2016 dans le cadre de son groupe de travail sur les noms d'étoiles pour désigner Gamma Corvi, Epsilon Cygni recevant quant à elle le nom d'Aljanah.
Gienah vient de l'arabe, de la phrase d'Ulugh Beg الجناح الغراب اليمن al-janāħ al-ghirāb al-yaman, signifiant « l'aile droite du corbeau », bien que sur les cartes modernes elle indique l'aile gauche.